# 오프온오프
오프온오프(영어: offonoff)는 Colde (콜드)와 EOH (0channel)로 이루어진 대한민국의 음악 그룹이다. 크루 클럽 에스키모에 소속되어 있다.

## 음반 목록

### 정규 앨범
- 《boy.》 (2017년 7월 24일)

### 싱글
- 《bath》 (2016년)
- 《photograph》 (2016년)

## 수상 목록
제2회 한국힙합어워즈 올해의 R&B 트랙 부문 수상